# Dósa Pál
Makfalvi Dósa Pál (Jászapáti, 1708. január 25. – Jászapáti, 1781. április 26.) a Jászkun kerület nádori táblabírája és jászkapitány 1767 és 1780 között.

## Életrajza
A Dósa família a családi hagyomány szerint az erdélyi makfalvi Dósa családból származott, és az 1690-es évek végén amikor Erdélyben zavarosak voltak a  politikai viszonyok, a család emiatt települt át a Jászságba. Az 1699-es Pentz-féle összeírásban már Jászapáti lakosokként szerepelnek.
Szülei Dósa Gergely és Oláh Erzsébet 1705-ben itt kötöttek házasságot. Dósa Pál 1708. január 25-én született Jászapátiban.
Az akkori kor szokása szerint már 20 éves korában családot alapított. Az 1730-as években a Délvidéken lévő zavargások leverésében vett részt. Az ott szerzett érdemeiért kapta a Dósa-család a nemességét Mária Teréziától 1755. június 20-án a Pero-féle lázadás - Szegedinác Jovánovics Péró nevével fémjelzett, zömmel szerb és magyar parasztok által vezetett felkelés  -  leverésével szerzett érdemeiért. A család nemességét Pest-Pilis-Solt-Kiskun vármegyében 1755. szeptember 20-án, a Jászkun-kerületekben 1755. október 1-jén, Bács vármegyében pedig 1795-ben hirdették ki.
Dósa Pál jászkapitánynak első felesége Balajthy Erzsébet, majd második felesége Jacsó Erzsébet volt. 
Közigazgatási tevékenységét először a helyi önkormányzatban kezdte. Az hamar kitűnt, hogy hozzáértésben és aktivitásban messze meghaladja képviselőtársait. 1747-ben Jászkun kerületi assessor (esküdt) lett.
Nemcsak tanácstagként, hanem később jászkapitányként is rendszeresen jelen volt Jászapáti tanácsának ülésein.
Többször is pályázott és jelölték jászkapitánynak, először 1767-ben választották meg és 1780 júliusában kérte a nyugdíjazását.
1764-ben Dósa Pál Jászapátin megalapította a Jászság első gimnáziumát, a mai jászberényi Lehel Vezér Gimnázium elődjét. Később, 1779-ben az iskolát a Jászkerület fejlettebb városába és politikai központjába helyezték át.
Példamutatóan adakozott közösségi, egyházi célokra is. 1773-ban épült fel Dósa Pál jászkapitány adományából egy kis terjedelmű kápolna Szent Kereszt tiszteletére. 
Dósa Pál olyan jómódú jászapáti polgár volt, aki vagyonából támogatta a rászorulókat. Sok példa maradt fenn, amikor az adósságba maradtak részére adott önzetlen támogatást. 
A jászapáti templom kerítésének falán felirat jelzi, hogy "itt nyugszik nemes Dósa Pál Úr családja három öl térségben."